# لیوبوف موخاچیووا
لیوبوف موخاچیووا (روسی: Любо́вь Алексе́евна Мухачёва؛ زادهٔ ۲۳ ژوئیهٔ ۱۹۴۷) اسکی‌باز صحرانوردی اهل اتحاد جماهیر شوروی سوسیالیستی بود. او در اوایل دهه ۱۹۷۰ برای انجمن ورزش داوطلبانه ترود مسابقه می‌داد. او در المپیک زمستانی ۱۹۷۲ در ساپورو در رله ۳ × ۵ کیلومتر مدال طلا گرفت و همچنین در همان بازی‌ها در ۱۰ کیلومتر چهارم و در ۵ کیلومتر ششم شد.